# 小笠原長隆 (石見小笠原氏)
小笠原 長隆（おがさわら ながたか）は、戦国時代の武将。石見国邑智郡河本郷（現在の島根県邑智郡川本町）の温湯城を本拠とする国人・石見小笠原氏の第12代当主。

## 生涯

### 若い頃
石見小笠原氏第11代当主・小笠原長定の子として生まれる。
明応4年（1495年）に三隅信光が益田氏に石見国美濃郡津毛郷を去り渡した際には、長隆は父・長定との連名で、もし三隅氏に違変があった時には証人となり、合戦になったとしても益田氏に合力することを約束する書状を益田宗兼に出した。その見返りとして石見小笠原氏は新知行を得ている。
永正元年（1504年）、京都の愛宕大権現から勧請して仙岩寺山に愛宕社を建立し、石見小笠原氏の祈願所とした。

### 上洛
永正4年（1507年）、大内義興が京を追われた足利義稙を奉じて上洛すると、長隆も義興に従って各地を転戦する。永正8年（1511年）の船岡山の戦いでは、近江国の住人・久徳右衛門尉を組討で討ち取った。これらの功により、足利義稙から従五位下・上総介の官位を与えられた。また官位の他にも褒美の品を拝領しており、その内の一つである「獏頭の玉枕」は石見小笠原氏の菩提寺である長江寺に寺宝として現存する。
長隆は文武に秀で、御所の警備を務めたり、永正7年（1510年）7月に義興が洛中の馬場で開催した犬追物に師範格として参加したりして、京における石見小笠原氏の名を高め、永正9年（1512年）に帰国した。
永正16年（1519年）9月4日、石見国邑智郡君谷の松尾口において佐波氏と戦う。この合戦で功を上げた家臣・井原秀信に対し、長隆は9月6日に後日の感状の為の念書を与え、9月8日に嫡男の長徳が感状を与えている。
大永2年（1522年）12月24日、石見国邑智郡三原の荘厳寺に、三原村内の600前の田地1段と屋敷1ヶ所を寄進した。

### 大森銀山争奪戦
大永4年（1524年）3月3日に父・長定が死去したため、長隆が後を継ぐ。大永6年（1526年）11月の浜田天満畷の戦いでは尼子経久に従って大内義興の軍と戦うが、戦後に再び大内氏に帰属する。享禄元年（1528年）に尼子経久が大森銀山（石見銀山）を奪取したことで、大内義隆から大森銀山奪回の命を受けた長隆は、享禄4年（1531年）2月に志谷修理大夫と平田加賀守を派遣して邇摩郡湯里の矢滝城を攻略し、4月に大田の高城を攻撃して大森銀山を奪回した。
天文6年（1537年）に尼子晴久が大森銀山を奪取したため、長隆は天文8年（1539年）9月に尼子氏の奉行を追放して再び大森銀山を奪取。大内義隆は内田正重を銀山奉行として派遣し、坂根次郎兵衛らに銀を吹かせた。しかし翌年の天文9年（1540年）9月18日、長隆は尼子晴久の安芸侵攻に呼応して家臣の大久保肥前守と大谷遠江守を派遣して大森銀山を攻略し、内田正重を自害させた。続けて吉田郡山城の戦いでも尼子方として参戦し毛利元就と戦ったが、天文10年（1541年）に撤退した。この戦いで長隆の次男・君谷長晴が戦死している。
天文11年（1542年）4月4日に死去。子の長徳が後を継いだ。

## 逸話
- 島根県邑智郡川本町の長江寺には開基である長隆の木像が所蔵されているが、その木像の顎髭には実際に長隆の顎髭が用いられていると伝えられている[6]。
- 長隆が大内義興に従って上洛していた頃、近畿地方では旱魃に襲われていたことから、宮廷で雨乞いの能を舞う役に選ばれた。長隆が能を舞うと俄かに大雨が降り始め、3日間大雨が続いて万民の苦しみを救ったことから後柏原天皇から「雩（あまごい）の神面」を拝領したと伝えられている。「雩の神面」は武明八幡宮の社宝として現存している[7]。なお、後に長隆の曾孫にあたる小笠原長秀もこの面を用いて雨乞いを行っている。